# Sándor Torghelle
Sándor Torghelle (Budapest, Hungría, 5 de mayo de 1982) es un exfutbolista húngaro que jugaba como delantero.
El 26 de septiembre de 2020 anunció su retirada.

## Clubes
| Club                   | País       | Año       |
| ---------------------- | ---------- | --------- |
| Budapest Honvéd        | Hungría    | 1999-2003 |
| Marcali VFC (cedido)   | Hungría    | 2001-2002 |
| MTK Hungária           | Hungría    | 2003-2004 |
| Crystal Palace F. C.   | Inglaterra | 2004-2005 |
| Panathinaikos F. C.    | Grecia     | 2005-2006 |
| PAOK de Salónica F. C. | Grecia     | 2006-2007 |
| Carl Zeiss Jena        | Alemania   | 2007-2008 |
| F. C. Augsburgo        | Alemania   | 2008-2010 |
| Fortuna Düsseldorf     | Alemania   | 2010-2011 |
| Budapest Honvéd        | Hungría    | 2011-2012 |
| Videoton F. C.         | Hungría    | 2012-2013 |
| MTK Budapest           | Hungría    | 2014-2019 |
| Vasas Budapest S. C.   | Hungría    | 2019-2020 |